# Cala Talabre
La Cala Talabre és una cala i una platja natural del municipi del Port de la Selva (Alt Empordà), situada a la badia del Golfet, dins del Parc Natural del Cap de Creus, entre la Cala Galera i la Cala Tavellera. Orientada al nord nord-est, té una longitud de 50 m i una amplada mitjana de 33 m, formada sorres gruixudes, graves i còdols. A la part posterior de la platja s'hi forma un bassal d'aigua dolça que prové del rec de Talabre. El bassal, d'uns vint metres de llargada i entre dos i tres metres de profunditat, va albergar una de les darreres colònies de tortuga de rierol del Cap de Creus.
El poeta J. V. Foix va esmentar la cala Talabre al poema Balada dels cinc mariners exclusius i del timoner, que era jo, que va escriure el 1950 després de veure el quadre Nocturn, de Joan Ponç, tela que recull el viatge iniciàtic que van fer amb els companys del grup artístic Dau al Set, des d’El Port de la Selva a Portlligat, per visitar Salvador Dalí.